# نبی کیتا
نبی کیتا (انگلیسی: Naby Keïta؛ زادهٔ ۱۰ فوریهٔ ۱۹۹۵) یک بازیکن فوتبال اهل گینه است که هم‌اکنون در باشگاه فرهنگی ورزشی وردر برمن بازی می‌کند.
از باشگاه‌هایی که در آن بازی کرده‌است می‌توان به باشگاه فوتبال ردبول زالتسبورگ، لایپزیگ و لیورپول اشاره کرد.
وی همچنین در تیم ملی فوتبال گینه بازی کرده‌است.
کیتا مسلمان است.